# Leverandørkredit
Leverandørkredit kan beskrives, som en transaktion mellem to virksomheder, hvori
pengetransaktionen er tidsmæssigt adskilt fra varetransaktionen. En leverandørkredit er med andre
ord en aftale om senere betaling af varer, der er leveret. Leverandører vil som udgangspunkt tage sig betalt for den usikkerhed, der er forbundet med den
fremtidige betaling. Leverandøren påtager sig tillige en finansiel byrde, idet han anvender egne
likvider til at finansiere kreditperioden.
Leverandørkredit kan forstås som et kortfristet lån, som er fastlagt, både hvad angår tid og værdi, til
overdragelse af varer. Kreditten beror ofte på en individuel aftale med køber, men kan også følge af
kutyme og sædvane i et bestemt forhold eller branche.
Det er en logisk følge af leverandørens virksomhedsdrift at denne tilbyder kredit, hvis han kan opnå
en gevinst herved. Det kan derimod undre, hvorfor købervirksomheder benytter sig af
leverandørkreditter, når pengeinstitutter er specialister i långivning, og typisk kan tilbyde en mere
fordelagtig rente. Køber sparer ikke et omkostningsled, snarere tværtimod.
På trods heraf spiller leverandørkredit en stor rolle i finansieringen af danske virksomheder. I
perioden fra år 2005 – 2008, havde de danske SMV’er således kortfristet gæld til leverandører for igennemsnit, ca. kr. 120 mia., hvilket i samme periode svarede til ca. 8 % af virksomhedernes samlede
passiver.

## Motiver for leverandørkredit

### Transaktionsmotivet
Et af de vigtigste motiver for anvendelsen af leverandørkredit, er at både køber og sælger kan spare
omkostninger ved ikke at skulle betale kontant ved hver levering. Det er både administrativt
besværligt, og økonomisk uhensigtsmæssigt. Det er yderligere ofte forbundet med vanskeligheder at
betale kontant, f.eks. i entrepriseforhold
Derudover er det upraktisk og forbundet med omkostninger, at skulle opgøre værdien af de løbende
leverede ydelser, hvorfor kreditgivning alene af den grund kan være en fornuftig og praktisk løsning i
forbindelse med virksomhedernes kontrahering. Leverandørkredit kan altså eliminere nogle af de
transaktionsomkostninger, der er forbundet med kontantkøb, således at begge parter får fordel af,
ikke at skulle betale kontant
Hvis samhandlen forventes at fortsætte for fremtiden, repeated business, får leverandøren vha.
leverandørkredit, en tidsprofil over fremtidig pengestrømme. Denne viden kan yderligere blotlægge
noget af den usikkerhed, der kan være forbundet med udsving i efterspørgslen.Leverandørens behov for opbygning af et varelager, aftager selvsagt også i takt med at han kan
forudsige fremtidige leverancer. Udgifterne forbundet med lagerføring kan således begrænses, idet
det ikke vil være nødvendigt at lagerføre i samme omfang.
Virksomheder kan altså vha. leverandørkreditter styrke hinanden økonomisk, uden at der tilføres
yderligere likviditet. Dette kaldes transaktionsmotivet

### The Financing Advantage Theories of Trade Credit
Foruden transaktionsmotivet og det finansielle motiv, der er de mest indlysende fordele ved
leverandørkredit, findes der en række mindre motiver, som i kombination med de allerede nævnte
motiver, kan gøre det fordelagtigt at vælge netop leverandørkredit i stedet for f.eks. virksomhedspant som
finansiering. Disse motiver kaldes i forening, The Financing Advantage Theories of Trade Credit.
Motiverne tager udgangspunkt i de fordele der knytter sig specifikt til leverandører som kreditgivere
kontra pengeinstitutter som långivere.
Det kan undre, hvorfor virksomheder benytter sig af leverandørkredit, når der findes et bankmarked
der har specialiseret sig i udlån og kreditgivning. Forklaringen er som udgangspunkt
transaktionsmotivet, og det finansielle motiv. Leverandøren er som medkontrahent, ofte i løbende,
og tæt kontakt med køber, hvilket kan give ham en fordel i vurderingen af kundens
kreditværdighed. Derudover kan leverandører påvirke købere, ved eksempelvis at true med at stoppe leverancerne,
hvis betalingsproblemer kan aflæses i købers adfærd. Leverandøren kan som direkte handelspartner,
reagere hurtigt, og effektiv på selv små betalingsvanskeligheder. Hvis køber er afhængig af netop én leverandør, kan leverandøren true med at stoppe leverancerne hvis køber f.eks. optager gæld, der
kan medføre leverandørens forringede position i tilfælde af købers konkurs. Endvidere har
leverandører, i tilfælde af misligholdelse fra købers side, mulighed for at tage salgsgenstanden retur
og videresælge den gennem eksisterende distributionskanaler.